# Bezmer da Bulgária
Bezmer foi um nobre búlgaro de meados do século VII que sucedeu Cubrato em 642 (segundo Steven Runciman) ou 665 (segundo Mosko Moskov) como grão-cã dos búlgaros na Antiga Grande Bulgária. Segundo a Nominália dos Cãs Búlgaros, era um membro do clã Dulo tal como seu antecessor e governou os búlgaros por três anos. Ele já foi anteriormente identificado com um dos alegados cinco filhos de Cubrato (Beano) que o sucederam após sua morte, porém hoje há dúvidas quanto a isso. Segundo Runciman, ele talvez foi o único filho de Cubrato e os ditos cinco filhos de Cubrato eram, na verdade, seus netos.
Logo após a ascensão de Bezmer, a Antiga Grande Bulgária se desintegrou e começou a ser controlada por vários príncipes do clã Dulo. Isso ocorreu devido à crescente pressão militar exercida pelos turcomanos cazares que estavam se deslocando para ocidente neste período. Exceto Beano, todos os filhos de Cubrato reuniram a porção dos búlgaros sobre a qual exerciam seu domínio e partiram à conquista de outros territórios.